# Il vampiro di ghiaccio e altri racconti
Il vampiro di ghiaccio e altri racconti (More & More & More Tales to Give You Goosebumps) è la quinta raccolta di racconti brevi appartenente della serie horror per ragazzi Piccoli brividi, scritta da R. L. Stine. I racconti sono tutti a tema invernale o natalizio. Insieme alla raccolta era allegato un calendario, i cui mesi ritraevano le copertine di altri romanzi della serie.

## Struttura
Questa raccolta è costituita da dieci racconti brevi a tema invernale o natalizio.

### Il vampiro di ghiaccio (The Ice Vampire)
Billy Liff e Sam Weaver stanno partecipando ad una gara della Festa d'Inverno per determinare quale statua di ghiaccio sia la più bella e, nonostante i due ragazzi siano sicuri di vincere la contesa grazie al loro cobra di ghiaccio, essa viene vinta dal misterioso Bram Stokeman, il quale ha realizzato un vampiro di ghiaccio realizzato talmente bene e minuziosamente da sembrare quasi vero. Quando poi di due ragazzi incontrano una loro coetanea, Michelle Ahlberg, tutti e tre notano che la statua del vampiro di ghiaccio è sparita. Quella sera Billy e Sam stanno osservando le statue di ghiaccio che hanno partecipato alla gara e, incredibilmente, notano che la statua del vampiro di ghiaccio, che ha vinto la gara, è sparita e al suo posto è invece apparsa quella di una ragazza somigliante a Rebecca Phillips, la vicina di casa di Sam. Mentre i due stanno per tornare a casa Billy viene toccato da qualcuno che altri non è che la statua del vampiro di ghiaccio, la quale gli urla che vuole calore. I due ragazzini scappano e si rifugiano nella casa di Sam, dove il vampiro li insegue sparendo però poco dopo. Il giorno seguente, al mattino, Sam e Billy notano che il vampiro di ghiaccio è apparso di nuovo per attaccare Emily, la sorella di Sam, e i due riescono a salvarla, sebbene Sam avesse cercato di colpire il vampiro con un ghiacciolo appuntito senza successo. Una volta in casa, i tre vengono assaliti dal vampiro di ghiaccio che, tuttavia, si scioglie dopo che Sam lo ha investito con il getto d'aria calda di un asciugacapelli. Tutto sembra essersi risolto quando la porta di casa Weaver si spalanca e ne fuoriesce il cobra di ghiaccio che Billy e Sam avevano realizzato per la gara, e anche questi, sibilando, chiede loro del calore.

### L'incubo dello "schiaccianoci" (Nutcracker Nightmare)
La dodicenne Samantha (che notoriamente preferisce venir chiamata col diminutivo Sam) viene costretta dai genitori a recarsi al balletto dello Schiaccianoci di Čajkovskij sotto invito della signora Noiosis, una vecchia donna che quattro anni prima della vicenda narrata era stata la baby-sitter della protagonista. Una volta giunti al teatro, Sam, dopo essersi annoiata prima dell'inizio dello spettacolo, si reca in bagno e vi trova la signora Noiosis, che l'aveva evidentemente seguita, con quest'ultima che le dice di portare pazienza se lo spettacolo non è di suo gradimento, toccando poi per tre volte con l'indice uno strano orologio d'oro che porta al polso. Una volta in sala, Sam si rende conto che qualcosa non va: il tempo pare essersi fermato mentre il balletto prosegue poiché le azioni come la musica e i ballerini stanno andando a rilento, senza contare che Sam sembrerebbe notare dei capelli bianchi fra quelli di sua madre. La signora Noiosis, intanto, picchietta ancora per tre volte con l'indice il misterioso orologio e la protagonista, a quel punto, cerca di raggiungere l'uscita ma fa appena pochi passi dalla poltroncina per rendersi conto che è cresciuta di colpo, rompendo le maniche del suo abito di taffetà che ha indosso. Quando poi sente uno scrosciare di applausi, Sam è convinta che quello spettacolo stregato dalla Noiosis sia finito ma quest'ultima, divertita, le comunica che è finito solo il primo atto e che, fra non molto, inizierà il secondo.

### Non sedetevi sul Gronk (Don't Sit on the Gronk)
Il giorno di Natale, Brad riceve, tra i vari regali, un misterioso pacchetto non firmato contenente una strana palla blu con dei tentacoli che, al tatto, risulta viva ed emette dei versi simili alle fusa dei gatti. Tornato in camera sua, Brad comunica al migliore amico Roscoe di aver ricevuto lo strano esserino e, incontratisi, i due se lo lanciano e, pian piano, l'essere comincia a crescere fino a diventare grande quanto una palla da basket. Dopo averci giocato per un po' facendo qualche canestro, Roscoe torna a casa e Brad spinge a fatica l'essere, il quale è diventato enorme, verso casa sua, facendolo entrare a fatica. Una volta in camera sua, Brad si siede sull'essere come se fosse una poltrona e, a quel punto, questi cresce a dismisura fino a riempire quasi tutta la stanza. Sopraggiunta Kelly, la sorella di Brad, i due riescono a fuggire in salotto recuperando il foglietto d'istruzioni per come prendersi cura del Gronk, il nome di quel misterioso essere, e scoprono che esso non va mai portato all'esterno perché potrebbe crescere a dismisura, non va mai usato come palla perché diventerebbe più gioioso e vivace di quanto non lo è già e, soprattutto, non bisogna mai sedercisi sopra perché altrimenti questi vorrà fare lo stesso. Sopraggiunto il Gronk, infatti, si lancia su Brad, sedendosi su di lui e schiacciandolo.

### Una festa di grande gioia (A Holly Jolly Holiday)
Beth, una grandissima fan di wrestling, sta guardando in televisione un match del suo lottatore preferito, Torchio, quando sua sorella Jody irrompe nel salotto con in mano la videocassetta di Una festa di grande gioia (un bambinesco film a tema natalizio che ha come protagonista una fata di nome Susie Fiocco di Neve) dicendo di averla comprata in uno strano negozio apertosi da poco nel centro commerciale della città. Beth, che odia profondamente tale film, viene dunque costretta a forza a rinunciare a vedere l'incontro di Torchio per far contenta la sorella, e per ammazzare il tempo va in camera sua ma, una volta tornata in salotto, nota qualcosa di strano: sua madre, per natura una pessima cuoca, ha preparato decine e decine di biscotti di Natale e, inoltre, sta guardando il film alla televisione insieme a Jody, con l'aggiunta del fatto che i capelli delle due e il pelo del cane Ivory stanno diventando rossi, come i capelli di Susie Fiocco di Neve. Beth, a quel punto, corre ad avvertire suo padre ma anche questi, poco dopo, viene contagiato dal fascino ipnotico del film e si inizia a trasformare anche lui, come del resto sta accadendo lentamente anche alla stessa protagonista. Cercando di fermare tutto questo, Beth chiede a Jody la videocassetta per poterla distruggere, ma questa, con il lessico bizzarro tipico di Susie Fiocco di Neve, le dice di necessitare della "formula magica" per potergliela dare. Beth, che odia quel film, non ha la benché minima idea di quale possa essere quella "formula magica" ma, spinta dalla disperazione, decide di comportarsi come Susie Fiocco di Neve per potersi ricordare tale formula. Dopo aver mangiato un biscotto (di cui Susie Fiocco di Neve è molto ghiotta), Beth si ricorda la formula ("Un per piacere dolce e piccino fa danzar di gioia anche un burattino") e la pronuncia, ricevendo come promesso da Jody la videocassetta, ma essendosi ormai trasformata completamente in Susie Fiocco di Neve non è in grado di distruggerla. Improvvisamente, però, in televisione riappare il match di Torchio, così Beth si ricorda chi è e riesce finalmente a distruggere la videocassetta gettandola fra le fiamme del camino, permettendo così ai suoi famigliari di tornare come prima. La sera della vigilia di Natale, Beth e Jody si scambiano i regali, con quest'ultima che ha regalato alla sorella una videocassetta sugli incontri più memorabili di Torchio. Beth, a quel punto, inserisce la videocassetta nel videoregistratore, e quando chiede a Jody dove l'avesse presa (dato che non ne aveva mai vista una simile in giro) ella le risponde di averla acquistata nello stesso negozio dove aveva trovato quella de Una festa di grande gioia.

### Perché odio lo gnomo del gelo (Why I Hate Jack Frost)
Il dodicenne Jared si è appena trasferito con la famiglia nella caldissima Arizona durante il periodo natalizio. Precedentemente, Jared e la sua famiglia vivevano in una zona dove faceva sempre freddo, e al protagonista manca molto quel clima, soprattutto nel periodo natalizio. Recatosi nel centro commerciale locale, Jared nota un enorme abete addobbato dove vede una decorazione natalizia a forma di casetta bianca con un piccolo gnomo verde con la barba rossa al suo ingresso. Un anziano signore lì vicino gli dice che tale artefatto rispecchia il suo desiderio di rivedere il suo vecchio ambiente invernale e Jared, colpito da tali parole, acquista la decorazione ma, reputata da lui troppo bella per il suo banale albero di Natale di plastica, decide di appenderla allo schienale del letto. Quella notte, Jared sogna di giocare con Jack Frost, lo gnomo della decorazione natalizia precedentemente acquistata, e con il pupazzo di neve da lui creato ma, incredibilmente, si risveglia scosso da forti brividi nonostante il caldo, venendo dunque costretto a coprirsi. Nelle sere seguenti Jared continua a sognare Jack Frost e continua, al risveglio, a provare un gran freddo nonostante il caldo afoso dell'Arizona. Decide quindi di appendere la decorazione di Jack Frost all'albero di Natale ma l'effetto non svanisce, decidendo dunque di buttare l'oggetto nel bidone dell'immondizia di casa sua. Quella sera, però, Jared fa nuovamente un sogno con Jack Frost e, poco dopo, si addormenta nella casetta dello gnomo, risvegliandosi poi nella calda Arizona. Quando poi Jack fa per buttarsi nella piscina del suo amico Tim, suo vicino di casa, si rende conto che era tutto un sogno, dato che lui viveva in realtà nella casetta di Jack Frost, accorgendosi poco dopo che sull'albero di Natale dello gnomo è presente una decorazione natalizia raffigurante la sua casa nella calda Arizona.

### Sorpresa alla gelatina (Marshmallow Surprise)
La dodicenne Marsha Zane e i suoi fratelli di nove e otto anni Ricky e Ronnie stanno correndo con lo slittino lungo un pendio innevato ma finiscono accidentalmente nel giardino dell'anziana signora Spooner (una loro vicina di casa nota nel vicinato per essere una donna fortemente irascibile) dove Marsha rompe accidentalmente la cassetta della posta della donna andandovici a schiantare contro. I tre, impauriti dalla reazione che la donna potrebbe avere poiché non era la prima volta che i tre l'avevano fatta arrabbiare per una serie di incidenti in passato, fanno per andarsene ma la signora Spooner sbarra loro la strada, mostrandosi tuttavia incredibilmente gentile, facendo loro cenno di entrare in casa per bere una cioccolata calda. I tre, seppur riluttanti, accettano, mentre la sera sta calando, e così, una volta entrati nella casa dell'anziana donna, si siedono alla sua tavola e bevono la cioccolata calda, la quale, a detta della Spooner, conterrebbe un ingrediente speciale che la renderebbe veramente deliziosa chiamato "sorpresa alla gelatina". Una volta finita la cioccolata, i tre fanno per andarsene ma la Spooner, con aria truce, elenca loro tutti gli incidenti che le hanno causato e dicendogli, inoltre, che pian piano si stanno trasformando in gelatina dopo aver bevuto la cioccolata. La donna, rivelatasi una strega, si era mostrata apparentemente gentile con loro per attirarli in casa e utilizzando le sue conoscenze magiche per punirli, nonostante Ricky la avesse avvertita di lasciarli andare. I tre, a questo punto, vanno incontro alla donna e, mentre la luna piena splende nel cielo da una delle finestre della cucina, si trasformano inaspettatamente non in gelatina ma in dei famelici lupi mannari che la sbranano di colpo.

### Il mostro dei ghiacci (Monster on the Ice)
Il dodicenne Max, un ragazzo atletico e gran giocatore di hockey su ghiaccio, detesta quando la sua sorellina di sei anni Jessica rovista nel suo armadio per far indossare i suoi vestiti al loro cane, un cane da pastore tedesco di nome Stinker. Il giorno di Natale, Max apre i suoi regali e fra i tanti ha ricevuto un paio di pattini da ghiaccio "mostruosi". Deciso a provarli subito, il ragazzo si reca ad un laghetto ghiacciato assieme ai suoi migliori amici Mitch Bowell e Steve Bell, e i tre iniziano una piccola partita ad hockey durante la quale, però, avviene qualcosa di strano. Max, infatti, inizia a giocare aggressivamente e con determinazione, arrivando ad afferrare con violenza il suo migliore amico Steve emettendo ringhi e versi gutturali, accorgendosi poco dopo che un'ispida peluria nera gli è apparsa su tutto il corpo. Ripensando al fatto che i pattini da ghiaccio sono da "mostro dei ghiacci", Max se li toglie tornando improvvisamente normale e, poco dopo, torna a casa lasciandoli nel suo armadio, tornando subito dopo al laghetto per scusarsi con i suoi due amici. Una volta a casa, però, Max vede che Jessica è entrata in camera sua e teme seriamente che ella possa aver indossato i pattini ma questa, divertita, gli dice di averli infilati a Stinker, il quale è diventato un mostro dei ghiacci che assale poco dopo il protagonista.

### Orrore con doppia guarnitura (The Double-Dip Horror)
Rachel e Wynona, due sorelle gemelle tredicenni, vengono mandate alla Lodge Cono Gelato per poter insegnare a sciare a dei ragazzini come iniziativa proposta dalla loro scuola. Nella Lodge ci sono diverse piste che prendono il nome di vari dessert al gelato come la vetta Banana Split, il picco Panna Montata e il più pericoloso, la montagna Doppia Guarnitura. Le due gemelle, per potersi anche divertire e approfittando del fatto di essere praticamente identiche, decidono di scambiarsi di identità ogni qualvolta la rispettiva gemella avesse finito di fare lezione di sci ai vari ragazzi, cosicché l'altra gemella avrebbe potuto divertirsi liberamente. Tra i vari ragazzi del gruppo di Rachel uno spicca in particolare, un giovinetto dal bizzarro parka giallo canarino e dal volto pieno di lentiggini chiamato Bobby Judd, il quale non fa altro che chiedere a Rachel in maniera ossessiva di dargli delle lezioni private. Un giorno, stufatesi, le due gemelle decidono di accontentare Bobby con delle lezioni private con il fine di fargli uno scherzo, dato che nessuno al campo sa che loro due sono gemelle, in modo tale da tendergli un inganno e apparire entrambe per confonderlo. Il ragazzino accetta e chiede a Wynona (spacciatasi per Rachel) di fare la loro prima lezione sulla montagna Doppia Guarnitura, la pista più terribile, chiamata così perché possiede due diverse piste sulla stessa montagna. Una volta sulla cima, Wynona scenda ma non c'è traccia né di Bobby e né di Rachel, la quale sopraggiunge poco dopo e le due, disperate per l'assenza di Bobby, si affannano per cercarlo sino a quando Wynona non scende a valle per parlare con Margo, la responsabile del gruppo di sci, informandola della scomparsa di Judd. Margo, sorpresa, le dice che Bobby Judd in realtà è morto molto tempo addietro, nel 1954, proprio sulla pista della montagna Doppia Guarnitura, mentre era con suo fratello gemello Ricky. Da quel giorno, infatti, il fantasma di Bobby si sarebbe divertito a portare gli sciatori sulla montagna per gareggiare con loro. Wynona, non potendo dire a Margo che sua sorella Rachel è nei guai, le chiede di aiutarla a cercare una sua amica ma Margo la rassicura dicendole che Bobby predilige i gemelli come vittime della sua gara.

### Gli aiutanti di Babbo Natale (Santa's Helpers)
Beth e Spenser Mayhew, due fratelli di rispettivamente undici e dodici anni, si divertono a tormentare la loro sorellina di sei anni, Diana, offendendola ogni qualvolta ne hanno l'occasione (per esempio le dicono continuamente che non è la loro vera sorella essendo molto diversa rispetto a loro). Il giorno della vigilia di Natale, approfittando di una copiosa nevicata, Beth e Spenser, indossando due orribili tute rosse e verdi comprate dalla loro madre, decidono di raggiungere una collina innevata per lanciarsi con lo slittino, costringendo per un tratto Diana a trasportarli sulla salita, e quando la sorellina dice loro che Babbo Natale li punirà per la loro cattiveria i suoi fratelli le dicono malignamente che egli non esiste. Al tramonto, la loro madre preleva Diana per evitare che si ammali, e Beth e Spenser decidono di lanciarsi per l'ultima volta con lo slittino, ma una volta lanciatisi dalla collina vanno a sbattere contro un albero. I due non fanno in tempo a riprendersi che finiscono in una rete, ritrovandosi poi in un enorme hangar, e a catturarli sono stati degli strani omini, i quali si rivelano essere gli elfi di Babbo Natale, che li hanno portati non in un hangar ma nella sua fabbrica di giocattoli al Polo Nord. I due vengono trascinati in una piccola stanza davanti a Babbo Natale in persona, il quale crede che i due ragazzi siano elfi scappati dalla fabbrica (cosa che effettivamente era avvenuta quello stesso giorno) poiché indossano quelle orrende tute rosse e verdi che la loro madre gli aveva comprato. Babbo Natale ha intenzione di punirli per essere scappati con dei lavori forzati ininterrotti per cinque anni, ma Beth e Spenser riescono a convincerlo a riportarli a casa nell'Ohio, convinti che Diana li avrebbe riconosciuti e salvati da quella situazione. Babbo Natale acconsente e, una volta a casa loro, il gruppo trova Diana nel giardino intenta a realizzare un castello di neve e, alla vista di Beth e Spenser, per vendicarsi di tutte le offese e i torti subiti, la bambina fa finta di non conoscerli, così i due vengono nuovamente rimessi dagli elfi nel sacco, e poco prima che essi se ne vadano, Diana li saluta chiedendo a Spenser di dire a Babbo Natale di essere stata buona.

### L'assalto del regalo di Natale (Attack of the Christmas Present)
Jack e Doug, due fratelli di rispettivamente dodici e quattordici anni, ricevono dal loro bizzarro zio Billy due regali di Natale molto particolari; lo zio, infatti, è un giramondo che ha l'abitudine di portare ai suoi due nipoti dei regali veramente bizzarri e stravaganti ogni Natale. Quest'anno ha portato a Jack una maschera tribale con tre occhi molto inquietante, mentre a Doug un robot chiamato "Acchiappino", descritto come grande, con punte aguzze al collo, alla vita, ai gomiti e alle ginocchia e con catene incrociate sul petto, indossante un elmo con un corno sulla sommità e due file di denti aguzzi. Vista la bellezza di quest'ultimo, Jack chiede a Doug di scambiarsi i regali, dato che al fratello piaceva invece la maschera tribale. La stessa notte, però, a Jack pare che il robot "Acchiappino" si muova da solo e, infatti, poco dopo esso cerca di inseguirlo; Jack corre da Doug per informarlo dell'accaduto ma questi, prevedibilmente, non gli crederà, costringendo il ragazzo a chiudere il robot "Acchiappino" nello sgabuzzino per evitare problemi. Il giorno dopo Jack, rincasato dalla casa del migliore amico Rodney (che lo aveva invitato a vedere i suoi regali), nota con orrore che il robot "Acchiappino" è sparito dallo sgabuzzino, ritrovandolo poi al centro della sua stanza e seriamente intenzionato ad inseguirlo. Quando poi Jack fugge per la casa, inseguito dal robot, si decide ad affrontarlo brandendo una mazza da hockey, ma "Acchiappino" gliela taglia in due, costringendo il protagonista a fuggire nuovamente. Ad un certo punto, però, Jack inciampa e viene raggiunto dal robot, il quale gli salta addosso, lo tocca e gli dice "Preso! Adesso tocca a te." Il robot, infatti, non voleva ucciderlo bensì toccarlo, essendo un robot adibito al gioco dell'acchiapparella (per questo era chiamato "Acchiappino").

## Edizioni
- R. L. Stine, Il vampiro di ghiaccio e altri racconti, traduzione di Cristina Scalabrini, collana Piccoli brividi, Arnoldo Mondadori Editore, 1998,  p. 128.